# Panthalis oerstedi
Panthalis oerstedi é uma espécie de anelídeo pertencente à família Acoetidae.
A autoridade científica da espécie é Kinberg, tendo sido descrita no ano de 1856.
Trata-se de uma espécie presente no território português, incluindo a sua zona económica exclusiva.